# Route 25 (Islande)
Pour les articles homonymes, voir Route 25.
La Route 25 (Þjóðvegur 25) ou Þykkvabæjarvegur est une route islandaise reliant Hella à Þykkvibær.

## Trajet
- Hella et Route 1
- Þykkvibær